# アニャ・テイラー＝ジョイ
アニャ・テイラー＝ジョイ（英語: Anya Josephine Marie Taylor-Joy、1996年4月16日）は、アメリカ合衆国生まれの女優、モデル。フロリダ州マイアミ出身。アルゼンチンとイギリス育ち。

## 生い立ち
アメリカ合衆国フロリダ州マイアミで生まれたあと、まもなくアルゼンチンに移り、6歳の時にイギリスのロンドンに渡る。当初はスペイン語が中心だったがイギリスに移って以降、英語を話すようになる。父デニス・アレン・テイラーはアルゼンチンのスコットランド系、イングランド系で元国際銀行家のパワーボートレーサー。母ジェニファー・マリーナ・ジョイはアフリカのザンビア生まれのスペイン系とイングランド系でインテリアデザインや写真の仕事をしていたが、現在は心理士である。6人きょうだいの末っ子。バレエなどを習った。

## キャリア
14歳の時、女優になるため、ロンドンからニューヨークへ移住する。
ハイヒールに慣れるため歩いていた時、車で追いかけてきたサラ・ドゥーカスに「止まってくれたら、後悔はしないよ」とスカウトされ、モデルの仕事を始める。
2015年にBBCで放映されたイギリスのファンタジードラマ『Atlantis』に数話登場、米加合作のテレビファンタジー映画『Viking Quest』にも出演。
2015年にサンダンス映画祭で初上映され、翌年初頭に全米公開されたロバート・エガース監督の米ホラー映画『ウィッチ』のトマシン役で高い評価を受ける。
2017年にM・ナイト・シャマランがメガホンを取ったサイコスリラー映画『スプリット』のケイシー役で話題となる。2019年に続編となる『ミスター・ガラス』で再び同役を演じた。
これらの作品の活躍により、絶叫クイーン(Scream queen)と呼ばれるようになり、英国アカデミー賞 ライジング・スター賞にノミネートされる。
2018年は世界最大規模のファッションの祭典であるメットガラに招待され、モデルとしても飛躍を遂げた。
2020年には主演を務めたX-MENシリーズのスピンオフ映画『ニュー・ミュータント』が公開。
2021年には主演を務めたドラマ『クイーンズ・ギャンビット』での演技が評価され、第78回ゴールデン・グローブ賞の「テレビの部・リミテッドシリーズ、テレビ映画」部門で女優賞を受賞した。

## 私生活
2021年、ロックバンド「more*」のボーカルであるアメリカ人ミュージシャンのマルコム・マクレーとの交際が明らかになった。
2022年7月、2人が結婚したことが報じられ、アニャが「マッドマックス:フュリオサ」の撮影でオーストラリアに発つ前に、アメリカの郡庁舎で内輪の結婚式を挙げた。本作の撮影を終えてアメリカに戻ったら、より盛大な式を挙げる予定だとも語った。
2023年9月30日に、2人がイタリアのヴェネツィアにあるパラッツォ・ピザーニ・モレッタで結婚式を挙げていたことが報じられた。式には150人のゲストが参列し、カーラ・デルヴィーニュや、ジュリア・ガーナー、ニコラス・ホルト、マイルズ・テラーらの姿があった。

## 出演作品
※役名の太字表記は主演。

### 映画

#### 劇場公開映画
| 年   | 題名                                                                                               | 役名                              | 備考                      | 吹替             |
| ---- | -------------------------------------------------------------------------------------------------- | --------------------------------- | ------------------------- | ---------------- |
| 2014 | ヴァンパイア・アカデミー Vampire Academy                                                           | Feeder Girl                       | クレジットなし            |                  |
| 2015 | ウィッチ The Witch                                                                                 | トマシン                          | 日本公開は2017年7月       | 貫井柚佳         |
| 2016 | モーガン プロトタイプL-9 Morgan                                                                    | モーガン                          | 日本では未公開、DVDスルー | 潘めぐみ         |
| 2017 | スプリット Split                                                                                   | ケイシー・クック                  |                           | 志田有彩         |
| 2017 | マローボーン家の掟 Marrowbone                                                                      | アリー                            |                           |                  |
| 2017 | サラブレッド Thoroughbreds                                                                         | リリー                            | 日本公開は2019年          | 庄司宇芽香       |
| 2019 | ミスター・ガラス Glass                                                                             | ケイシー・クック                  |                           | 志田有彩         |
| 2019 | プレイモービル マーラとチャーリーの大冒険 Playmobil: The Movie                                     | マーラ・ブレナー                  | 悠木碧                    |                  |
| 2019 | キュリー夫人 天才科学者の愛と情熱 Radioactive                                                      | イレーヌ・ジョリオ＝キュリー      |                           |                  |
| 2020 | ニュー・ミュータント The New Mutants                                                               | イリアナ・ラスプーチン / マジック | 日本では未公開、DVDスルー | 志田有彩         |
| 2020 | EMMA エマ Emma.                                                                                    | エマ・ウッドハウス                |                           | 清水理沙         |
| 2021 | ラストナイト・イン・ソーホー Last Night In Soho                                                    | サンディ                          | 豊崎愛生                  |                  |
| 2022 | ノースマン 導かれし復讐者 The Northman                                                             | オルガ                            | 戸松遥                    |                  |
| 2022 | ザ・メニュー The Menu                                                                              | マーゴ                            | （吹き替え版なし）        |                  |
| 2022 | アムステルダム Amsterdam                                                                           | リビー                            | 豊崎愛生                  |                  |
| 2023 | ザ・スーパーマリオブラザーズ・ムービー The Super Mario Bros. Movie                                 | ピーチ姫                          | 声の出演                  | 志田有彩         |
| 2024 | デューン 砂の惑星PART2 Dune: Part Two                                                              | アリア・アトレイデス              | クレジットなし            | 花澤香菜         |
| 2024 | マッドマックス:フュリオサ Furiosa                                                                  | フュリオサ                        |                           | ファイルーズあい |
| 2024 | マッドマックス:フュリオサ＜ブラック&クローム＞エディション Furiosa: A Mad Max Saga: Black & Chrome | フュリオサ                        |                           | ファイルーズあい |
| TBA  | Dune: Messiah                                                                                      | アリア・アトレイデス              | TBA                       |                  |
| TBA  | Sacrifice                                                                                          | Joan                              | TBA                       |                  |

#### テレビ映画
| 年   | 題名                              | 役名 |
| ---- | --------------------------------- | ---- |
| 2015 | バイキング・クエスト Viking Quest | マニ |

#### WEB配信映画
| 年   | 題名                                                               | 役名         | 配信局    | 備考                 | 配信         |
| ---- | ------------------------------------------------------------------ | ------------ | --------- | -------------------- | ------------ |
| 2016 | バリー Barry                                                       | シャーロット | Netflix   |                      | 志田有彩     |
| 2021 | クイーンズ・ギャンビット: 制作の舞台裏 Creating the Queen's Gambit | 本人         | Netflix   | 短編ドキュメンタリー | (吹替版なし) |
| 2025 | 深い谷の間に The Gorge                                             | ドラサ       | Apple TV+ |                      | 清水理沙     |

### テレビシリーズ

#### テレビドラマ
| 年   | 題名                                           | 役名                                   | 備考                                                          | 吹替     |
| ---- | ---------------------------------------------- | -------------------------------------- | ------------------------------------------------------------- | -------- |
| 2014 | 刑事モース〜オックスフォード事件簿〜 Endeavour | フィリッパ・コリンズ＝デイヴィッドソン | シーズン2 第2話 "亡霊の夜想曲(WOWOW版) / 鏡の国の少女(NHK版)" |          |
| 2017 | ミニチュア作家 The Miniaturist                 | ペトロネラ"ネラ"ブラント               | ミニシリーズ                                                  |          |
| 2019 | ピーキー・ブラインダーズ Peaky Blinders        | ジーナ・グレイ                         |                                                               | 志田有彩 |

#### WEB配信ドラマ
| 年   | 題名                                                                             | 役名                 | 配信局    | 備考         | 吹替       |
| ---- | -------------------------------------------------------------------------------- | -------------------- | --------- | ------------ | ---------- |
| 2019 | ダーククリスタル: エイジ・オブ・レジスタンス The Dark Crystal: Age of Resistance | ブレア               | Netflix   | 声の出演     | 伊藤静     |
| 2020 | クイーンズ・ギャンビット The Queen's Gambit                                      | ベス・ハーモン       | Netflix   |              | 伊瀬茉莉也 |
| TBA  | How to Kill Your Family                                                          | グレース・バーナード | Netflix   | 兼製作総指揮 | TBA        |
| TBA  | Lucky                                                                            | TBA                  | Apple TV+ | 兼製作総指揮 | TBA        |

## 日本語吹き替え
志田有彩を筆頭に豊崎愛生、ファイルーズあい、花澤香菜、伊瀬茉莉也、清水理沙などが声を当てている。